# Maderuelo
Maderuelo is een gemeente in de Spaanse provincie Segovia in de regio Castilië en León met een oppervlakte van 94,19 km². Maderuelo telt 110 inwoners (1 januari 2016).

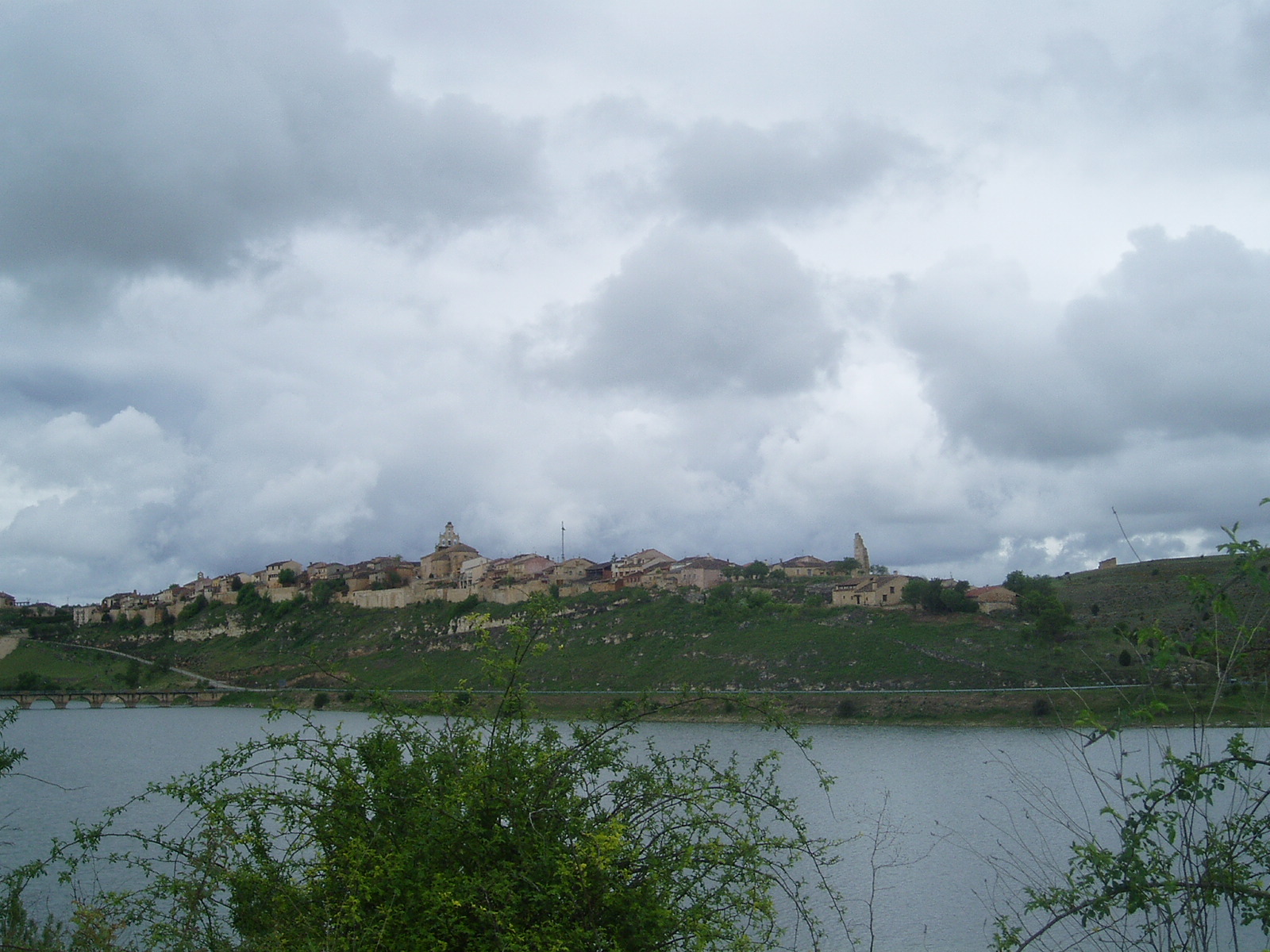
Uitzicht op Maderuelo aan de Linares
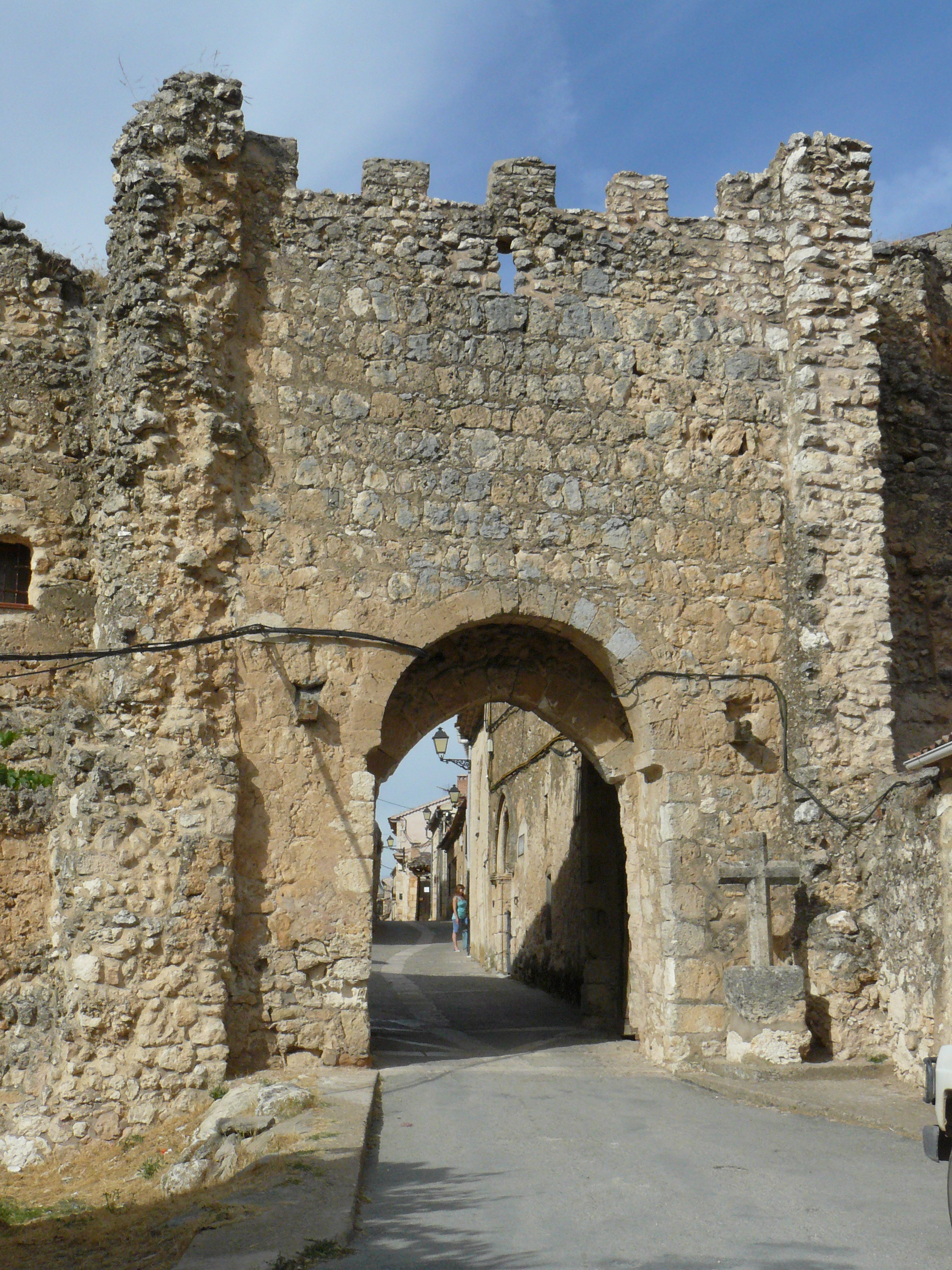
Poort van Maderuelo
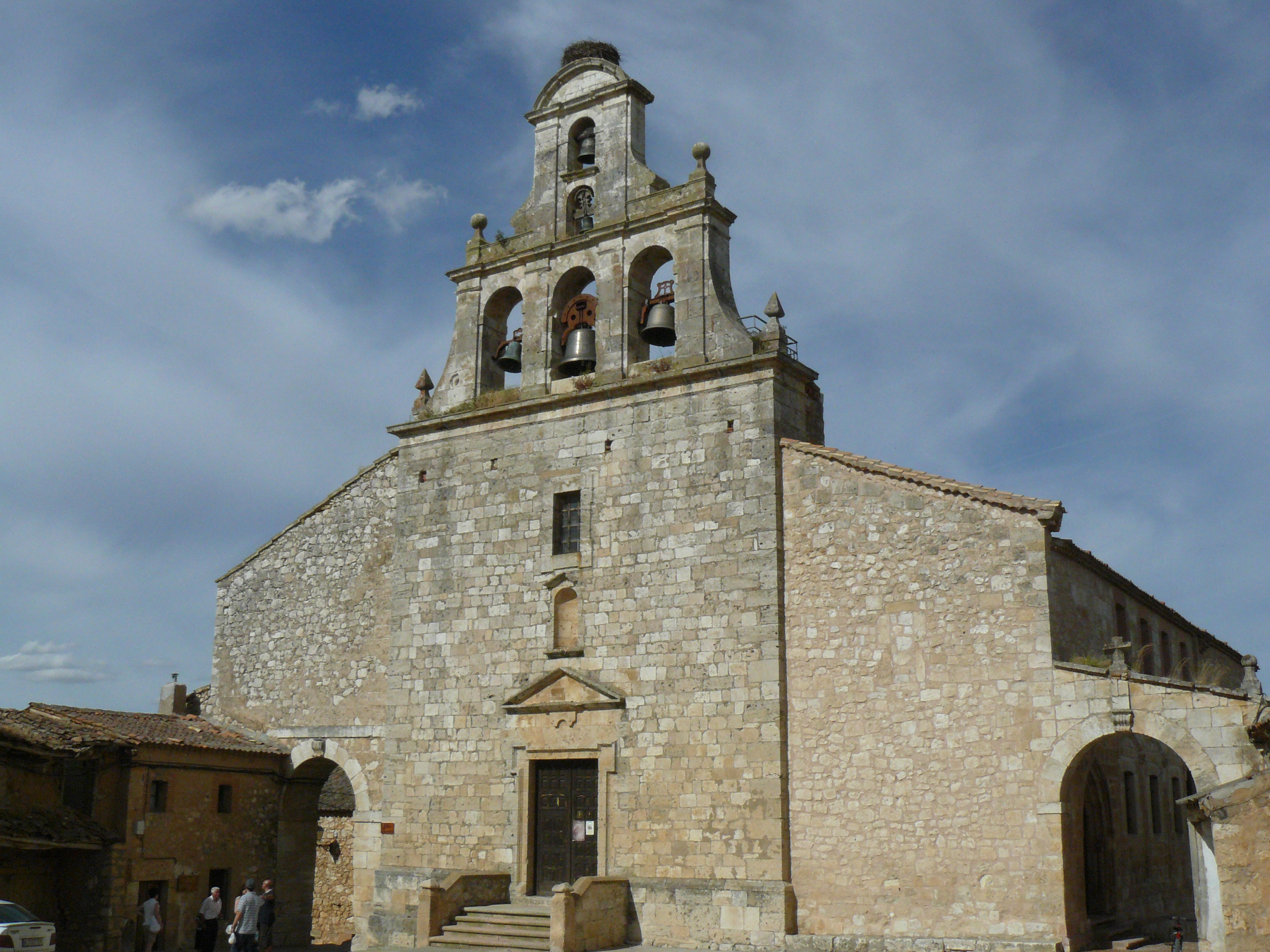
Kerk Santa María
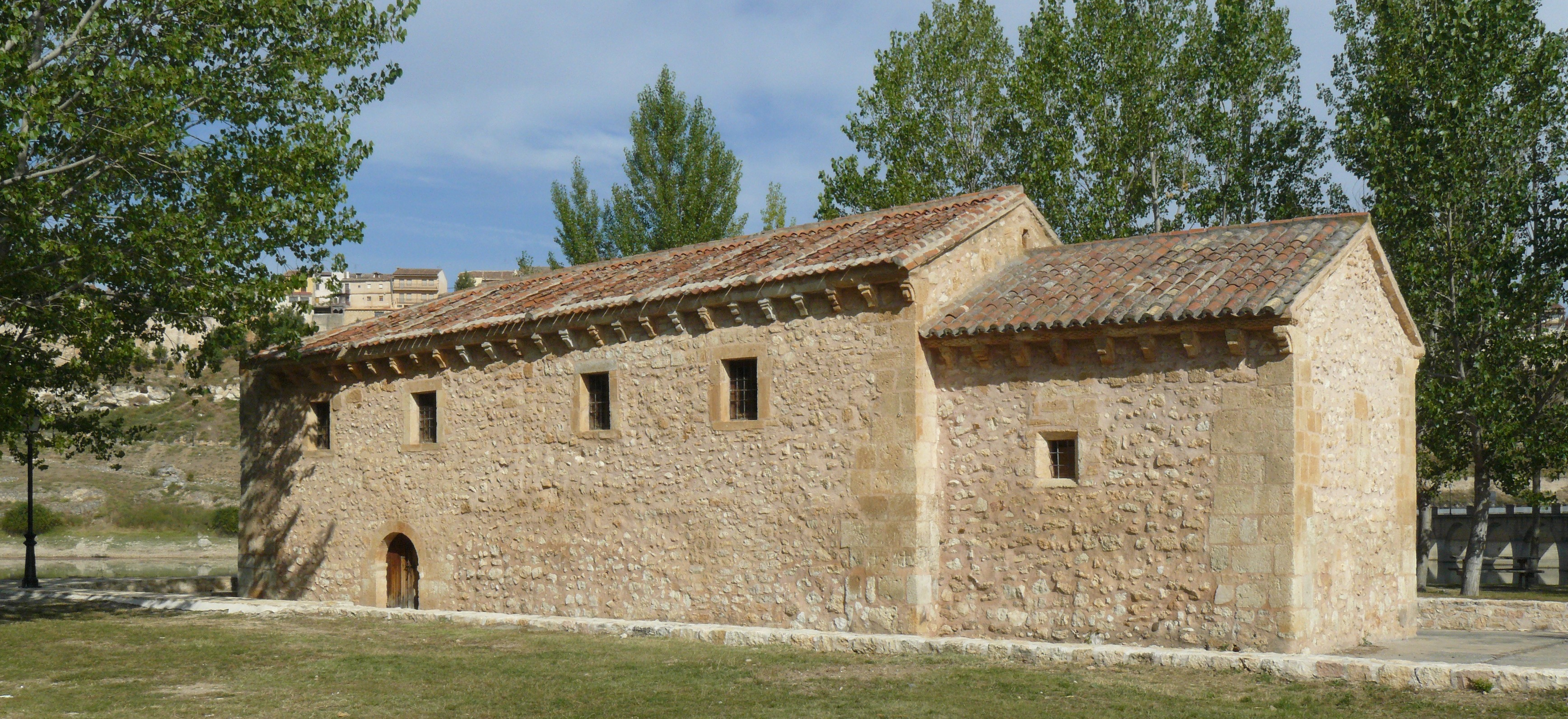
Kapel van Vera Cruz

## Demografische ontwikkeling
Bron: INE, 1857-2011: volkstellingen
Opm.: In 1960 werd een gedeelte van de gemeente Linares del Arroyo aangehecht